# ナッドサット
ナッドサット (Nadsat) は、アンソニー・バージェスの小説『時計じかけのオレンジ』中でティーンエージャーたちが使っていた人工言語である。ロシア語の影響を強く受けた英語を基礎とする。
小説家であり言語学者でもあったバージェス自身によって発明された。なお Nadsat とは、ロシア語で「10」を表す数詞接尾辞「ナッツァチ」（‐надцать ‐nadtsatʹ、英語の ‐teen に相当）の翻字である。
1978年、Saragi, Nation, Meister らは、ナッドサット並びに『時計じかけのオレンジ』を例証とした、語彙の学習に関する研究を行った。その結果によると、本を読むのに数日しか与えず、またテストがあることを事前に知らせなかった場合の語彙テストの平均得点率は、67％であり、最低の事例で50%、最高が96%であった。

## 作中での使用状況
ナッドサットは、小説『時計じかけのオレンジ』にて若者文化を構成する「ナッドサット」らによって用いられる話し言葉の一種である。この本のアンチヒーローにして語り手のアレックスが、読者に物語る際一人称で用いる。また「ドルーグ」（ナッドサットで「仲間、友達」）や両親、被害者、さらにはアレックスが接触することになるあらゆる権力者との会話にも用いられる。ナッドサットは書き言葉ではなく、実際の小説中でも、辞書に則って用いられたかのような正確な方言というより、むしろ方言による会話を書き起こしたものであるかのような印象を受ける。
『時計じかけのオレンジ』に登場するアレックスの尋問者は、彼の隠語を subliminal penetration として退けている。

## 特徴
ナッドサットは基本的に、翻字したロシア語の単語を取り込んだ英語であるが、ロンドンっ子の方言であるコックニー押韻俗語 (Cockney rhyming slang) や、欽定訳聖書の影響もみられる。更には由来が不明な単語や、バージェス自身が創作した単語も含む。
nadsatという単語自体も、ロシア語で11から19までの数字を表す際に用いられる接尾辞 ‐на̀дцать （< на де́сять 「～を10に（加えた数）」の省略形）である。この接尾辞は、例えば13では「3 (три) を10に加えた数」（テリィナーッツァチ трина́дцать）というように用いられていることから解るように、英語の数詞接尾辞 ‐teen から thirteen = thir‐（three の接続異形。third と同様）+ ‐teen が生成されるのと同様である。また、eggiweg（egg 卵）や、appy polly loggy（apology 謝罪）といったように他の英語のスラング同様、幼児語とほぼ同じものも多く含む。こういった独特の単語はしばしば好き勝手にフレーズに挿入される。
ナッドサットは、人工言語というよりはむしろ、言語の特殊な使用形態、もしくは隠語に近い。単語は英語と同じ様に語尾変化するが、この場合も元となっていると考えられる英語の文法は無視されている。アレックスは自身が望めば通常の英語を話すこともできる。ナッドサットはアレックスが見聞きし体験した世界を描写するのに用いられる「特別な」語彙の集まりなのである。
ナッドサットの語句は全て具体的観念または半抽象的な観念を表すものである。よって、アレックスが哲学的な討論をするためには、より標準的な形の英語を用いる必要があるだろう。この若者言葉が抽象的な語句を含まないのはおそらく、非行少年の軽薄な思考回路についてのバージェスの考え方によるものであると考えられる。

## 露訳
バージェスの小説をロシア語に翻訳する際、ナッドサットをどのように表現するか、という問題は、時として次のように解決されている。本来バージェスがロシア語のスラングを翻字したものを用いていた部分を、英語のスラングの語句をキリル文字に翻字したものに置換するのである。しかしこれではオリジナルの抽象性がうまく表せず、不完全な解決策であるといえる。
英語の単語とロシア語の語尾変化の組み合わせは、ロシア語のスラング、特にロシアン・ヒッピーの間では広く用いられている。
また別な翻訳では、ナッドサットの英語の綴りをそのまま用いている。

## 小説技法としてのナッドサットの機能
多言語に通じ、様々な言語の形態をこよなく愛したバージェスは、俗世間で用いられる言葉が絶えず変化する特性をもっているということに気づいていた。と同時にバージェスは、現在用いられている話し方を小説に用いれば、それがあっという間に陳腐化してしまうということにも気づいていた。
バージェスのナッドサットの用い方は基本的に実用主義的である。彼は自身の物語の語り手に、アレックスの社会規範への無関心を強固なものにしている間は不朽であり続けるような独特の声を必要としていたのである。そしてこの不朽の声は、若者文化が社会一般とは独立して存在することを示唆している。